# Joy Of A Toy
«Joy of a Toy» es el primer sencillo estadounidense del grupo de rock psicodélico Soft Machine. Fue lanzado en 1968 para promocionar el álbum debut de la banda The Soft Machine. Kevin Ayers usaría el nombre de la canción para su debut en solitario, Joy of a Toy, un año después. Según Rob Chapman, el título fue tomado de una composición de Ornette Coleman.

## Canciones
1. «Joy of a Toy» (Ayers/Ratledge)
2. «Why Are We Sleeping?» (Ayers/Ratledge/Wyatt)

## Personnel
- Kevin Ayers - Bajo y voz
- Robert Wyatt – Batería y voz
- Mike Ratledge - Teclados